# Щепановиці (Меховський повіт)
Щепановиці (пол. Szczepanowice) — село в Польщі, у гміні Мехув Меховського повіту Малопольського воєводства.
Населення — 372 особи (2011).
У 1975-1998 роках село належало до Келецького воєводства.

## Демографія
Демографічна структура станом на 31 березня 2011 року:
|          | Загалом | Допрацездатний вік | Працездатний вік | Постпрацездатний вік |
| -------- | ------- | ------------------ | ---------------- | -------------------- |
| Чоловіки | 206     | 41                 | 126              | 39                   |
| Жінки    | 166     | 29                 | 95               | 42                   |
| Разом    | 372     | 70                 | 221              | 81                   |